# Initial D: Arcade Stage (serie)
Initial D: Arcade Stage (イニシャルD アーケード ステージ) (comúnmente conocido como IDAS, seguido del número de versión del juego) es una serie de videojuegos de carreras arcade desarrollada por Sega, basada en la serie de anime y manga Initial D. En los Estados Unidos, la serie de juegos se conoce simplemente como Initial D.

## Recepción
Initial D: Arcade Stage (2001) vendió 2.534 unidades de hardware en Japón hasta 2004. Initial D: Arcade Stage Ver. 3 vendió 673 unidades entre abril de 2004 y marzo de 2005. Combinadas, ambas versiones del juego se vendieron aproximadamente 3207 unidades hasta marzo de 2005. A un precio de $ 2,130, el juego recaudó aproximadamente US$7 million en ventas de hardware hasta marzo de 2005.
Initial D: Arcade Stage 4 vendió 3.904 unidades en 2007, incluidas 3.056 unidades en marzo de 2007, y 848 durante abril-septiembre de 2007. A un precio de $ 4,250, el juego recaudó aproximadamente US$17 million en ventas de hardware hasta 2007.
En total, la serie Initial D: Arcade Stage ha vendido aproximadamente 7.111 unidades de hardware en Japón hasta 2007, recaudando aproximadamente US$24 million en ventas de hardware.